# Carlos Napoleão
Carlos Napoleão (nome de baptismo: Charles Marie Jérôme Victor Napoléon Bonaparte; nascido em 19 de Outubro de 1950) é um político francês, e afirma ser o actual chefe da Casa Imperial da França como herdeiro do sexo masculino, de todos os direitos dinásticos através do legado estabelecido pelo seu antepassado, o Imperador Napoleão I, reivindicando também o título de S.A.I. o Príncipe Imperial de França. Se actualmente fosse imperador de França chamar-se-ia Napoleão VII de França. É filho de Luís Bonaparte, Príncipe Napoleão e de Alix de Foresta.
Em 19 de Dezembro de 1978 se casou com uma prima, a princesa Beatriz de Bourbon-Duas Sicílias, em Paris, da qual teve dois filhos:
- S.A.I., a Princesa Caroline Marie-Constance Napoléon (24 de Outubro de 1980 -)
- S.A.I., o Príncipe Jean-Christophe Napoléon (11 de Julho de 1986 -)

Carlos e Beatriz divorciaram-se em 2 de Maio de 1989.
Em 28 de Setembro de 1996, Carlos casou com Jeanne-Françoise Valliccioni, da qual teve uma filha:
- Sophie Cathérine Napoléon (18 de Abril de 1992 -)